# MGMT (альбом)
MGMT — третий альбом американской психоделической рок-группы MGMT, выпущенный 17 сентября 2013 года.
Альбом был выпущен со специальным видеорядом-«оптимизатором», видеопотоком из множества уникальных визуальных элементов, сопровождающих воспроизведение музыки, что обеспечивает слушателям одновременно слуховое и оптическое восприятие при прослушивании. «Оптимизатор» доступен как часть специального издания альбома на всех коммерческих форматах.

## История
in February 2010 the band recorded the album 27 сентября 2010 года в статье-интервью в журнале Spin группа сообщила, что будет иметь меньше свободы с выпуском нового альбома, утверждая что их лейбл Columbia остался недоволен продажами второго альбома группы, Congratulations. MGMT позже опровергли эти заявления в электронном письме журналу Pitchfork, который процитировал статью на своём собственном сайте. Группа также заявила, что не находится даже близко к запуску процесса создания нового альбома, и что их отношения с выпускающим лейблом вполне дружелюбные. В конце своего письма группа также попросила читателей не верить всему тому, что они читают, даже на самом сайте Pitchfork.com.
В интервью журналу American Songwriter, опубликованном 8 ноября 2010 года, Ванвингарден и Голдвассер заявили, что их третий альбом будет одноименным с названием группы. Они также отметили, что если группа заявляет что-либо и это публикуется в прессе, они затем придерживаются своих заявлений, как это было с альбомом Congratulations. Касательно содержания альбома, Голдвассер сказал, что было бы неплохо иметь некоторое количество песен в альбоме, которые могли бы быть легко отранжированы на сцене, и стали бы действительно трансовыми, регулярно исполняемыми на живых концертах.
На своём выступлении в Аргентине 22 января 2011 года
 группа сообщила местному журналу Rocktails, что они пробуют различные звучания, но пока не имеют никаких конкретных идей. In 2010-2013 MGMT was goon add David Bowie song called Moonage Daydream
В конце января 2013 года группа сообщила Rolling Stone, что они не пытаются делать музыку, которую все будут понимать с первого же прослушивания. Они также подтвердили, что песня «Mystery Disease», а также кавер-версия песни «Introspection» 1968 года группы Faine Jade будут включены в альбом. 4 марта MGMT опубликовали информацию о своём турне 2013 года, которое начнется 26 апреля и закончится 18 мая. 6 марта 2013 года продюсер MGMT Дейв Фридман заявил на своём веб-сайте, что новый альбом почти закончен.
9 июня этого же года группа на своём официальном Twitter аккаунте сообщила, что они собираются закончить работу над обложкой альбома позже в этот день. 10 Июня Дейв Фридман опубликовал на своём веб-сайте новость о том, что альбом выйдет в августе. 25 июня MGMT указали на своём веб-сайте, что альбом выйдет 17 сентября 2013 г. Группа подтвердила в своём твиттере, что их новый клип песни «Your Life Is a Lie» выйдет 5 августа. За несколько дней до планируемого релиза, 9 сентября, MGMT опубликовали полный альбом «MGMT» с помощью твиттера, сообщив, что у них есть «сюрприз».

## Клипы
22 марта 2013 года был подтвержден специальный кассетный релиз сингла «Alien Days» на день музыкального магазина, выход которого был анонсирован на 20 апреля. Клип на эту песню был выпущен 31 октября 2013 года. Режиссёром клипа стал независимый кинематографист Sam Fleischner.
Первым выпущенным клипом с альбома стал клип на песню «Your Life Is a Lie», который был выпущен 5 августа 2013 года.

## Обложка альбома
Обложка альбома была сделана возле салона причесок Stylz Unlimited в Дюнкерке, штат Нью-Йорк, недалеко от города Фредония, где был записан альбом.

## Мнение критиков
| Совокупная оценка    | Совокупная оценка |
| Источник             | Оценка            |
| -------------------- | ----------------- |
| Metacritic           | 62/100            |
| Оценки критиков      |                   |
| Источник             | Оценка            |
| Allmusic             | [ 16 ]            |
| Alternative Press    | [ 17 ]            |
| The A.V. Club        | D                 |
| Consequence of Sound | D                 |
| NME                  | 8/10              |
| Slant Magazine       | [ 21 ]            |
| Spin                 | 4/10              |
| Pitchfork Media      | 6.2/10            |

Исходя из отзывов на сайте Metacritic, альбом получил средний рейтинг 62/100, основанный на 32 обзорах, получив в целом благоприятные отзывы.

## Список композиций
Все тексты написаны Эндрю Ванвингарден, вся музыка написана Эндрю Ванвингарденом и Бэном Голдвассером, кроме случаев, перечисленных ниже.
| №                   | Название                                   | Длительность |
| ------------------- | ------------------------------------------ | ------------ |
| 1.                  | «Alien Days»                               | 5:09         |
| 2.                  | «Cool Song No. 2»                          | 4:01         |
| 3.                  | «Mystery Disease»                          | 4:08         |
| 4.                  | «Introspection» (Faine Jade cover)         | 4:22         |
| 5.                  | «Your Life Is a Lie»                       | 2:06         |
| 6.                  | «A Good Sadness»                           | 4:48         |
| 7.                  | «Astro-Mancy»                              | 5:11         |
| 8.                  | «I Love You Too, Death»                    | 5:50         |
| 9.                  | «Plenty of Girls in the Sea»               | 3:04         |
| 10.                 | «An Orphan of Fortune»                     | 5:31         |
| 11.                 | «[[Moonage Daydream (David Bowie Cover)]]» |              |
| Общая длительность: | Общая длительность:                        | 44:10        |

## Рейтинги
| Чарты(2013-2015)                       | Наивысшая позиция |
| -------------------------------------- | ----------------- |
| Испания (PROMUSICAE)                   | 65                |
| США (Billboard 200)                    | 14                |
| США (Billboard Top Alternative Albums) | 2                 |

## В записи участвовали
MGMT
- Эндрю ВанУайнгарден
- Бэн Голдвассер